# Movimiento de Renovación Serbio
El Movimiento de Renovación Serbio (en serbio: Srpski pokret obnove, cirílico serbio: Српски покрет обнове, abreviado SPO) es un partido político de Serbia. De orientación de centroderechista, fue fundado en abril de 1990 tras la caída del comunismo en la ex Yugoslavia por Vuk Drašković y Vojislav Šešelj. Drašković, escritor reconocido en el país, ha sido su líder desde entonces. En las primeras elecciones libres en Serbia en 1990, fue uno de los pocos partidos de oposición que entraron a la Asamblea Nacional. 
Durante los años noventa el SPO fue la fuerza locomotora de la lucha institucional y callejera contra el régimen de Slobodan Milošević. Uno de los primeros golpes al gobierno de Milosevic fueron las manifestaciones multitudinarias del 9 de marzo de 1991, las cuales se tornaron violentas luego de que fuesen reprimidas con dureza y brutalidad por parte de la policía y posteriormente con el despliegue del ejército en tanques por las calles de Belgrado. 
El 17 de noviembre de 1996 el SPO formó parte en la coalición Zajedno junto con el Partido Democrático (DS) liderada por Zoran Đinđić, Alianza Cívica de Serbia (GSS) y unos cuantos partidos más. Esta coalición ganó las elecciones municipales en muchas ciudades entre las cuales las más importantes del país como Belgrado y Niš. Milošević rehusó de admitir la derrota lo cual dio lugar a unas manifestaciones pacíficas durante varios meses de invierno. Tras la intervención de una comisión enviada por la Unión Europea, Milošević hizo adoptar una Lex specialis para reconocer los resultados. Sin embargo, la coalición se disolvió tras haber roces entre Drašković y Đinđić poco después. 
El SPO, además de alejarse de Đinđić, también exigía demasiados escaños para presentarse en la lista conjunta de la Oposición Democrática de Serbia (DOS) en las elecciones parlamentarias de septiembre de 2000 que resultaron en la caída de Milošević. Esta petición fue rechazada por parte de los líderes de DOS, Zoran Đinđić y Vojislav Koštunica. Durante tres años el SPO estuvo entre los partidos no parlamentarios, hasta que en las elecciones de 2003 volvió a ganar escaños, esta vez insertándose en las fuerzas del gobierno. 
En las elecciones de 2007 el partido vuelve a perder su representación parlamentaria, no obstante, las vuelve a conseguir en las elecciones del año siguiente. Actualmente el SPO cuenta con tres escaños en la Asamblea Nacional, los que obtuvo en la última elección al sumarse a la coalición liderada por el actual primer ministro de Serbia, Aleksandar Vučić, miembro del Partido Progresista Serbio (SNS).

## Resultados electorales

### Elecciones parlamentarias
| Elecciones | Cabeza de lista   | # de votos | %      | Escaños | Estatus              | Notas                     |
| ---------- | ----------------- | ---------- | ------ | ------- | -------------------- | ------------------------- |
| 1990       | Vuk Drašković     | 794.789    | 15,79% | 19/250  | Oposición            |                           |
| 1992       | Vuk Drašković     | 797.831    | 16,89% | 30/250  | Oposición            | Coalición DEPOS           |
| 1993       | Vuk Drašković     | 715.564    | 16,64% | 37/250  | Oposición            | Coalición DEPOS           |
| 1997       | Vuk Drašković     | 793.988    | 19,21% | 45/250  | Oposición            |                           |
| 2000       | Vuk Drašković     | 114.296    | 3,05%  | 0/250   | Fuera del parlamento |                           |
| 2003       | Vuk Drašković     | 293.082    | 7,66%  | 13/250  | Gobierno             | Coalición con NS          |
| 2007       | Vuk Drašković     | 134.147    | 3,33%  | 0/250   | Fuera del parlamento |                           |
| 2008       | Boris Tadić       | 1.590.200  | 38,42% | 4/250   | Gobierno             | Coalición ZES             |
| 2012       | Čedomir Jovanović | 255.546    | 6,53%  | 4/250   | Oposición            | Coalición Preokret        |
| 2014       | Aleksandar Vučić  | 1.736.920  | 48,35% | 5/250   | Apoya al gobierno    | Coalición en torno al SNS |
| 2016       | Aleksandar Vučić  | 1.823.147  | 48,25% | 3/250   | Apoya al gobierno    | Coalición en torno al SNS |
| 2020       | Aleksandar Vučić  | 1.953.998  | 63,02% | 2/250   | Apoya al gobierno    | Coalición en torno al SNS |

- Datos: Q645681
- Multimedia: Serbian Renewal Movement / Q645681